# Casa Ciriaco

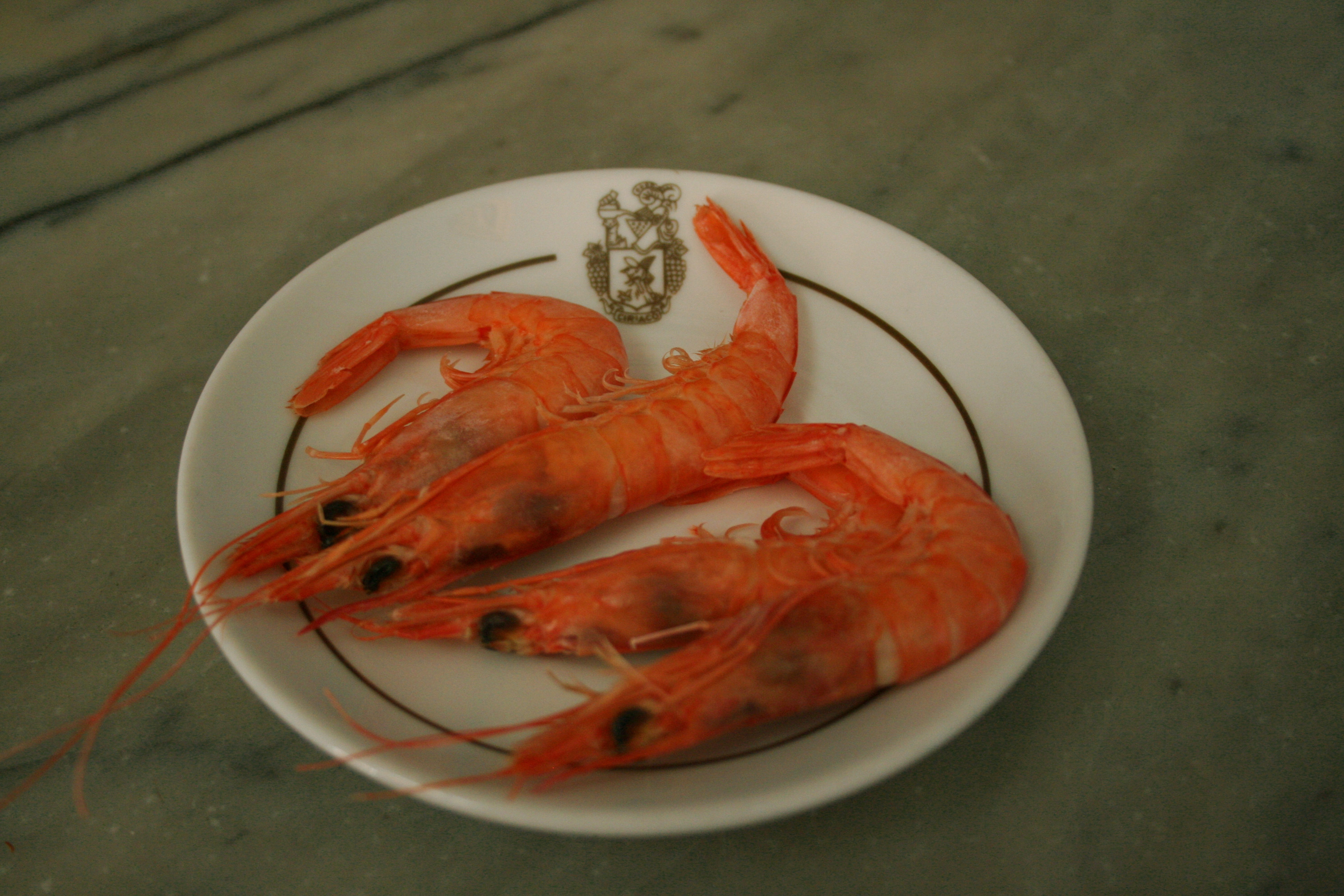
Tapa de llagostins amb el segell de la casa elaborat per Mingote.

Casa Ciriaco és una tasca típica de Madrid, situada al costat de la Catedral de l'Almudena (carrer Mayor, 88). Es tracta d'un restaurant-bar típic en el qual sol servir-se cuina típica de Madrid. Recorda en les seves parets la memòria de les tertúlies del periodista i escriptor Julio Camba, així com altres escriptors que van viure a Madrid durant els anys 40 i 50.

## Història
El magatzem de vins o tenda data de l'any 1897 quan el seu amo era Antonio Fernández. En 1923 la llicència del local passa a les mans de Pablo Muñoz Sanz, que juntament amb el seu germà Ciriaco Muñoz, havien treballat anteriorment a l'establiment (des de 1917). Aquesta adquisició proporciona finalment el nom actual, per tal com el 1929 Ciriaco obrí la secció del restaurant. La casa es va fer famosa perquè s'hi asseien diversos personatges de la cultura madrilenya, com el periodista i gastrònom Julio Camba; el dibuixant Antonio Mingote –que va dissenyar el segell de casa– o el pintor Ignacio Zuloaga –que va sopar per última vegada en aquest local i va ser homenatjat en una de les parets–, el torero Domingo Ortega i Juan Belmonte –visitava el local quan visitava Madrid– o bé el pintor Sebastián Miranda.
La Casa Ciriaco es va fer famosa per l'atemptat comés per Mateu Morral i Roca contra Alfons XIII i Victòria Eugènia el 31 de maig de 1906, el dia que es casaven. La bomba va ser llançada des d'una de les balconades superiors de l'edifici.

## Plats
S'hi serveixen plats amb gran tradició dins de la cuina madrilenya (encara que amb altres tendències, com la cuina de Guadalajara). Alguns dels plats més tradicionals són: la pepitoria de gallina, que segons afirmen és una recepta que té més d'un segle. És costum que els dimarts es prepari el bullit complet, que se serveix tradicionalment en tres bolcades. És habitual trobar-hi adobats com tapes consistents en truites i perdius escabetxades (i estofades) en una mescla d'oli, vinagre, sal, all, llorer i altres espècies. Es pot degustar els tripes a la madrilenya, perdiu amb judiones de la granja (en temporada), els calamars en la seva tinta i la carn a la riojana. El vi típic és de Valdepeñas.

## Curiositats
- Una placa que es troba a l'edifici resa en honor de la nit de Max Estrella:

| « | En l'obra teatral denominada Luces de bohemia (publicada en 1920) i composta per Ramón María del Valle-Inclán el protagonista Max Estrella, un poeta miserable i cec emprèn el seu tràgic pelegrinatge nocturn. | » |

- El 25 d'octubre de 1945 hi va sopar per última vegada el pintor Ignacio Zuloaga.
- Des de la pensió del tercer pis d'aquest edifici, l'anarquista Mateu Morral i Roca va deixar caure una bomba atemptant contra el rei Alfons XIII el dia de les seves noces.
- Casa Ciriaco era punt de reunió i tertúlia madrilenya Los Amigos de Julio Camba.[4]